# Caso Simón
El Caso Simón fue una sentencia, dictada por la Corte Suprema de Justicia de la Nación Argentina el día 14 de junio de 2005, en la que el Máximo Tribunal declaró la inconstitucionalidad de las leyes de Obediencia Debida y de Punto Final.
El proceso se origina en el denominado Caso Poblete, en relación al proceso penal consiguiente seguido contra Julio Simón y otros acusados.

## Contexto histórico
En la década del '80, luego del Juicio a las Juntas, y de acuerdo a lo prometido por Raúl Alfonsín candidato de la UCR en 1983, en cuanto a los "3 niveles de responsabilidad", en relación a la actuación de las FFAA y de seguridad en la dictadura militar y a lo vuelto a anunciar en marzo por él en 1987 (un mes antes del levantamiento de Semana Santa); en la Argentina se vivió una época de levantamientos militares que intentaron dar un golpe militar bajo la excusa de exigir que se termine con la persecución judicial a miembros de dichas fuerzas. En ese contexto, durante el gobierno radical de Raúl Alfonsín -el mismo durante el cual se había llevado a cabo el trascendental juicio-, el Congreso de la Nación dictó normas para morigerar la persecución penal a militares y miembros de las fuerzas de seguridad de baja graduación, por los hechos cometidos durante la dictadura del Proceso de Reorganización Nacional. Ya retirado de la Policía Federal Argentina Julián Simón (turco Julián) fue procesado en 1985 por 2 (dos) casos de violaciones a los DDHH, el asesinato de un militante político en el barrio de Almagro y la apropiación de una hija de un matrimonio de militantes políticos de apellido Poblete. Cuando la justicia ordenó su captura en 1985 este se escapó y permaneció profugo hasta entrada la década del 90'.
Declarada constitucional la Ley de Obediencia Debida por la Corte Suprema en 1987 -fallo Camps-, la punibilidad de los delitos  cometidos por militares entre 1976 y 1983 fue excluida, para los escalafones menores de la jerarquía militar (y posteriormente, bajo el gobierno de Carlos Menem, indultados y liberados los altos mandos militares de ese entonces, junto con los guerrilleros montoneros condenados en 1985). Tanto la Ley de Punto Final como la de Obediencia Debida fueron derogadas por la ley 24.952 en 1998.
Los indultos también fueron inconstitucionalizados, en el año 2007, en la sentencia Mazzeo (Caso Santiago Omar Riveros), dando lugar la Corte a la posibilidad de un nuevo proceso contra los jerarcas militares, o sea, dejando de lado el principio penal de ne bis in idem.
En el año 2004, el mismo Tribunal abrió una puerta para el nuevo juzgamiento de los altos mandos militares, al sentenciar que los delitos de lesa humanidad no están sujetos a prescripción, en un caso referido a un exagente de la DINA-Exterior, durante la Dictadura Militar del General Augusto Pinochet en Chile (caso Arancibia Clavel).
Resta por aclarar que, en sentencia del mismo año 2005 in re Láriz Iriondo (en un caso impulsado contra un terrorista etarra), el Supremo Tribunal concluyó en que los actos terroristas cometidos por una organización que no posee el carácter de Estado son prescriptibles, es decir, que en virtud de la cantidad de años pasados desde el hecho, la posibilidad de abrir la investigación estaba vedada al Ministerio Fiscal. Distinta es la situación si se trata de un caso de terrorismo de Estado, como en la sentencia de que trata este artículo.
Este fallo fue muy comentado en el ambiente doctrinario, considerándoselo -desde el punto de vista técnico-jurídico- tanto de forma aprobatoria como desaprobatoria, y en los medios de comunicación.

## Los hechos y el Derecho aplicable

### Hechos
Este proceso fue iniciado gracias a una denuncia de la Asociación Abuelas de Plaza de Mayo, en virtud de que “fuerzas conjuntas” secuestraran al matrimonio Hlaczik - Poblete y a su hija Claudia Victoria Poblete, la cual fue retenida y modificado su nombre y apellido por el de Mercedes Beatriz Landa. En ese procedimiento habían intervenido Juan Antonio del Cerro (alias “Colores”) y Julio Héctor Simón (alias “El Turco Julián”).
En este fallo, los integrantes de la mayoría de la Corte (Dres. Enrique Santiago Petracchi, Antonio Boggiano -luego destituido por juicio político en el Senado-, Juan Carlos Maqueda, Eugenio Raúl Zaffaroni, Elena Highton de Nolasco, Ricardo Lorenzetti, Carmen Argibay) sostuvieron posturas favorables respecto de la imprescriptibilidad de los delitos de lesa humanidad. Los dos últimos magistrados agregaron que un delito contra la humanidad debe ser cometido por un agente estatal ejecutando una acción o programa gubernamental. Lorenzetti también consideró como tal a un acto realizado por un grupo capaz de ejercer un dominio y ejecución análogos al estatal sobre un territorio determinado.

### Principios de legalidad, retroactividad e imprescriptibilidad en materia penal
En cuanto al principio de legalidad, innovaron los magistrados Maqueda y Lorenzetti al defender la postura de que al momento de los hechos la punibilidad de las conductas imputadas estaba prevista, tanto por la costumbre internacional como por el ordenamiento jurídico local (en referencia a las normas del Código Penal sobre privación ilegítima de la libertad, art. 141 y siguientes del mismo), cuya aplicación preservaría este principio, teniendo en cuenta que la desaparición forzada de personas es un delito permanente, que no cesa hasta que se hallen pruebas acerca de la suerte corrida por los desaparecidos, en cuyo caso sí comenzaría a correr la prescripción de la acción penal.
El juez Petracchi justificó la afectación del principio de legalidad por la necesidad de cumplir obligaciones derivadas de tratados internacionales. La jueza Highton de Nolasco afirmó que al momento de los hechos el orden jurídico nacional contenía normas internacionales que reputaban al delito de desaparición forzada de personas como delito contra el derecho de gentes, y por ende imprescriptible.
Antonio Boggiano aludió a que el art. 118 de la Constitución Nacional complementa su art. 18 de la misma, dado que aquel incorpora al ius cogens con sus normas relativas a la imprescriptibilidad.
La ministra Argibay consideró que el principio de legalidad no fue vulnerado, ya que el Congreso ratificó y asimismo elevó al carácter de integrante del "bloque de constitucionalidad federal" a la Convención sobre la Imprescriptibilidad de los Crímenes de Guerra y de Lesa Humanidad. La modificación de las normas de prescripción de manera retroactiva no viola el principio de legalidad, ya que la misma prescripción no es parte de éste: nadie tiene un derecho asegurado constitucionalmente a no ser perseguido por el transcurso de cierto tiempo. En su opinión, el Estado argentino asumió un compromiso internacional de perseguir los crímenes aberrantes.
El juez Fayt, único disidente en la especie, rechazó que el concepto “desaparición forzada de personas” pueda aplicarse retroactivamente, pues la Convención Interamericana sobre Desaparición Forzada de Personas es posterior a los hechos de la causa. Lo mismo concluyó sobre la Convención sobre la Imprescriptibilidad de los Crímenes de Guerra y Lesa Humanidad, en virtud de que la ley penal no puede aplicarse hacia atrás en el tiempo y la desaparición forzada no se cita entre los crímenes de guerra y lesa humanidad que la Convención explicita en su art. I (incs. a y b), remitiendo al art. 6, inc. c, del Estatuto del Tribunal Militar Internacional de Núremberg.
Podría sostenerse que la Convención sobre la Imprescriptibilidad fue dictada para tener efecto retroactivo, por causa del peligro que hacia 1968 significaba la prescripción y el consiguiente no juzgamiento de los delitos cometidos por el nacionalsocialismo en el período 1933-1945. El concepto “desaparición forzada de personas” alude a una múltiple violación de Derechos Humanos, pudiendo subsumirse en otros crímenes que efectivamente atentan contra la humanidad, sin violar el principio de legalidad en materia penal.

### Situación de los tratados internacionales con jerarquía constitucional
El precedente “Barrios Altos” de la CIDH.
De los votos de los magistrados que integraron la mayoría del tribunal, y por tanto declararon de ningún efecto las “leyes de impunidad” dictadas durante el gobierno de Raúl Alfonsín, se desprende que aplicaron la jerarquía que otorga a ciertos instrumentos internacionales sobre Derechos Humanos el art. 75 (inc. 22) de la Constitución Argentina.
Petracchi afirmó que, a partir de la Reforma constitucional de 1994, el Estado argentino asumió con la comunidad internacional la obligación de perseguir hechos considerados graves violaciones a los Derechos Humanos.
El Dr. Boggiano argumentó que una norma local no puede amnistiar un delito internacional, como son los crímenes de lesa humanidad; en otros términos, el Congreso Nacional no puede legislar en el ámbito internacional.
Distinta fue la tesitura a la que adhirió el ministro Fayt. Postuló la primacía del art. 27 de la Constitución Nacional, en el sentido de que los tratados deben conformarse a la primera parte de la Ley Fundamental. Entendió Fayt que el art. 31 no enumera, sino que jerarquiza las fuentes del derecho en el país.
Otra cuestión central en el caso Simón fue el tratamiento que debía darse al pronunciamiento de la Corte Interamericana de Derechos Humanos en Barrios Altos vs. Perú.
El voto disidente del magistrado Carlos S. Fayt desarrolló una serie de argumentos por los cuales trató de demostrar la inaplicabilidad de lo allí decidido: en el caso de Barrios Altos vs. Perú, las amnistías eran aplicables al gobierno que las dictó; en esa país no existió un debate público sobre la necesidad de sancionar las leyes; tampoco habían sido sometidas al contralor de los tres poderes del Estado; allí las amnistías eran totales, alcanzaban a todas las conductas obradas; las leyes peruanas impedían que se investigara y conociera la verdad de los hechos. En opinión del ministro, las leyes de Punto Final y Obediencia Debida, por su origen y sus efectos generados, se oponían a las normas que en Perú se habían dictado.
La postura mayoritaria postuló implícitamente que la facultad de otorgar amnistías generales, concedida al Parlamento por el art. 75 (inc. 20) de la Carta Magna, se encuentra limitada cuando los hechos constituyen graves violaciones a los Derechos Humanos. El juez Petracchi sostuvo que las diferencias citadas por Fayt resultan anecdóticas, en virtud de que las “leyes de impunidad” argentinas también privaron a las víctimas de protección judicial a sus derechos. Esto las torna carentes de efectos jurídicos.
El ministro Zaffaroni dijo que el problema se agravaba, pues las normas cuestionadas violaban asimismo disposiciones del Pacto Internacional de Derechos Civiles y Políticos. De tal forma, imponían responsabilidad internacional para la Argentina ante las dos instancias internacionales a las que el Estado se sujetó.

### En relación a ley 25.779, sobre nulificación de las leyes de impunidad
El disidente ministro Fayt afirmó la inconstitucionalidad de esta norma jurídica, ya que el Poder Legislativo no podía declarar la nulidad de las amnistías, derogadas antes de la sanción de la ley 25.779. En su voto plantea que el Poder Legislativo pretendió declarar la nulidad de "algo" que no existía, en tanto ya había sido eliminado del mundo jurídico por un acto formal de derogación. En efecto, es de toda lógica que la "declaración de nulidad" supone que la norma existe y que es válida; si no hubiera norma válida, el acto del órgano que declara la nulidad no habría tenido objeto.  Adicionalmente, Fayt argumenta que no es válido el argumento que pretende legitimar la ley 25.779 con invocación del antecedente de la ley 23.040, por la que se declaraba insanablemente nula la ley 22.924 conocida como de "pacificación nacional" dictada por el propio gobierno de facto, siendo esta resultado del abuso del poder, porque no sólo se aparta del [entonces] artículo 67, inciso 11 de la Constitución Nacional - que autoriza únicamente al congreso para dictar la ley penal -, sino que también contraría la esencia de la forma republicana de gobierno y la consiguiente división de poderes.
Sólo el Poder Judicial puede privar retroactivamente de efectos a una norma jurídica, por intermedio de la declaratoria de inconstitucionalidad. Básicamente, "el Congreso no puede usurpar funciones judiciales", violando el principio de separación de los poderes y sustraerse a los jueces en el análisis de los procedimientos en los que le toca sentenciar. Ello no impediría considerar la inconstitucionalidad de las “leyes de impunidad”, la cual es manifiesta y declarable por los jueces retroactivamente, si así lo decidiesen, aunque el juez Fayt no adhirió a la solución mayoritaria. 
Los jueces Lorenzetti y Petracchi le asignaron a esta ley sólo carácter declarativo, privándola de cualquier efecto. Lorenzetti engarza este argumento con otro que comparte con los magistrados Maqueda y Highton: la ley 25.779 es válida constitucionalmente pues su fin es cumplir obligaciones contraídas con organizaciones internacionales, las cuales generan un deber de adoptar las medidas legislativas necesarias para hacer efectivos los derechos que los tratados consagran.
El Dr. Zaffaroni utilizó esta norma como principal fundamento de su voto. Su dictado implica el ejercicio de la soberanía estatal; permite que el Estado nacional ejerza su jurisdicción sobre una materia que las leyes 23.492 y 23.521 vedaban. La ley 25.779 cerró la posibilidad de que otras naciones puedan invocar la jurisdicción universal (como venía ocurriendo) y generó la aptitud para reclamar el juzgamiento de los crímenes de la última dictadura argentina. Sólo este juez le asignó a la norma citada efectos nulificantes.

## Resultado de la votación
- Magistrados que votaron a favor de la inconstitucionalidad de las denominadas "leyes de impunidad", y de la constitucionalidad de la doble persecución penal, incluso retroactivamente y sin texto legal tipificante, en casos de delitos contra la humanidad:
  - Juez Petracchi, en ese entonces Presidente del Tribunal;
  - Juez Boggiano;
  - Juez Maqueda;
  - Juez Zaffaroni;
  - Jueza Highton de Nolasco;
  - Juez Lorenzetti;
  - Jueza Argibay.
- Juez que consideró constitucionales las leyes citadas, e inconstitucional la doble persecución penal, retroactiva y sin texto legal tipificante, inclusive en casos de delitos contra la humanidad:
  - Juez Fayt.
- Juez que se abstuvo de votar (en vías de renuncia):
  - Juez Belluscio.